# 再茲歌舞伎花轢
『再茲歌舞伎花轢』（またここにかぶきのはなだし）とは、歌舞伎の演目のひとつ。その一部が『お祭』（おまつり）、または『申酉』（さるとり）という演目名で歌舞伎および日本舞踊において現在演じられている。

## 解説
文政9年（1826年）6月、江戸市村座興行の『新彫刻七いろは』（しんぱんななついろは）の二番目大切に出された三変化舞踊。いずれも清元節を使った所作事で作詞二代目桜田治助、作曲初代清元斎兵衛、振付は松本五郎市。三代目坂東三津五郎が演じた。
当時旧暦の6月15日に行われていた江戸山王祭の祭礼を題材としたもので、初演の時の番付には外題の上に、「御贔屓の所望に任せて御祭礼に当り年」とある。天下祭りとも呼ばれた山王祭と神田祭は隔年で交互に行われていたが、この文政9年は山王祭が行われる年に当り、それにあわせて出した所作事であった。内容は「武内宿禰」、「網打ちの漁師」、「手古舞の鳶の者」の三つからなり、「武内宿禰」と「網打ちの漁師」は、いずれも当時の山王祭の山車に実際に飾られていた人形（江戸時代の山王祭の山車行列参照）、手古舞はその山車を警護する鳶職という趣向である。
残されている清元の歌詞を見ると、まず赤子の応神天皇を抱える武内宿禰の所作をみせ、次に扮装を引き抜いて網打ちの漁師となるが、そこに大蛸（着ぐるみ）があらわれ、漁師に「はなれまいぞと抱き付いて」口説くという滑稽な所作を見せる。その蛸から漁師が逃げ出したあと、手古舞の鳶の者となる。「夕日かげ風もうれしく戻り道」と歌詞にあるところから、警護していた山車の行列も夕刻となって解散した後のことである。その鳶が「モシ皆さん御苦労でござりやす、こんな中で受けさせるじゃねへがきいてくりゃ」と、大山参りに行ったときのことを踊ってみせ、さらに「引けや引け引けひく物に取りては」と引き物づくしの踊り、最後は若い者たちがからみつつ、石橋の所作をもどいてみせて幕となったようである。三代目三津五郎はこうした勇み肌の鳶の役が得意であった。この手古舞の鳶の者が当時から人気で、以後はほとんどこれだけが上演されている。
この手古舞の所作事は『申酉』とも呼ばれるが、その清元の語り出しが「さるとりの、花もさかりの暑さにも」とあるのがその由来である（山王祭では「申」〈さる〉と「酉」〈とり〉の山車が山車行列の先頭をゆく。江戸型山車の項参照）。祭礼の雰囲気にみちた江戸前の曲と、賑やかで派手な振付けが特色で、これが『お祭』の通称の由来ともなっている。手古舞の鳶職の踊りに若い者がからむというのが本来だが、現在では芸者が出てきて鳶の者にからんだり、鳶を芸者に替えてこれに若い者がからむなどといった演出もあり、その時々によって内容が自由に変えられている。今日でもたびたび上演される人気演目のひとつである。

## 入れ事
はじめ大勢の端役が現れ賑やかに踊るなか、舞台上に鳶頭が腹掛け首抜きの着付けにたっつけ袴の粋な姿で登場。その動きが一瞬止まったところで、大向うからは必ず「待ってましたっ！」という声が掛かる。すると鳶頭は「待っていたとはありがてえ」と科白を返し、そこから踊りが再開する。この場はここで「待ってましたっ！」が掛からないと舞台が先に進まないので、大向うが不可欠な演目のひとつ。「待っていたとはありがてえ」は、即興で入れた台詞がいつしか台本の中に取り込まれてしまった有名な一例。 